# B'z LIVE-GYM Hidden Pleasure ～Typhoon No.20～
《B'z LIVE-GYM Hidden Pleasure 〜Typhoon No.20〜》是日本樂團B'z於2008年12月10日發售的第11個映像作品（DVD是第9張）。

## 簡介
舉行了多場LIVE TOUR的B'z，其中有多場均未發行映像作品。本作則是B'z為紀念組成20週年，收錄了嚴格選擇的至今並未發售映像作品的B'z過去的LIVE映像共「30首+α」。本作以『B'z的LIVE映像洩漏』為設定，發售的當時在官方網站上附上了「30首未公開LIVE映像洩漏！！」的宣傳語。
Disc 1和Disc 2收錄了從「LIVE-GYM Pleasure '92 "TIME"」到「LIVE-GYM 2005 "CIRCLE OF ROCK"」為止，未曾收錄於已發售映像作品中的30首LIVE-GYM演唱曲目。DVD中將不同時間、場所的歌曲編輯起來，也加入了LIVE-GYM慣例的打招呼和談話等場面，將全部作品整合成一整場LIVE-GYM似的演唱會，呈現到觀眾面前。
Disc 3則以「+α」為名，收錄了稻葉·松本各自的Solo歌曲及有Secret Live之稱的「SHOWCASE」裡所唱的歌曲。其中還收錄了自2001年的SHOWCASE中披露以來從未被音源化，只在海外公演裡演唱過的未發表歌曲「Logic」。這是此曲首次被收錄於B'z的正式作品中。另外本碟中的3首「juice」是使用了三台攝錄機以多角度拍攝方式來錄製的。不僅是樂曲演唱的映像，本碟還收錄了「B'z LIVE-GYM '96 "Spirit LOOSE"」的Opening裡使用的短片電影。
本作品中在LIVE映像之間收錄了以「不正當交易搜查資料」為題，「監視B'z的LIVE映像的海外黑市交易」為主旨的動畫。動畫的製作由「神風動畫」擔任，而且對白不是日文，而是中文。另外在附屬的Booklet裡，除了收錄歌曲（除去松本的Solo和Logic）的歌詞之外，還登載了製作《Ultra Chronicle》和《Miracle Chronicle》的佐伯明所撰寫的作品解說。
與此作品相對，Fans Club也給會員贈送了作為20週年紀念品的，收錄了以Off shot為中心的DVD《B'z Official Bootleg Hidden Treasure ～Typhoon No.20～》。

## 收錄內容

### DISC 1
1. FIREBALL
  - B'z LIVE-GYM Pleasure '97 "FIREBALL"

1997年3月23日於東京巨蛋的公演。也是該場LIVE的TOUR TITLE和開場曲。
進入映像前先進入了動畫「不正當交易捜査資料 檔案No.1」。
2. Pleasure 2000 〜人生的快樂〜 （Pleasure 2000 〜人生の快楽〜）
  - B'z LIVE-GYM Pleasure 2000 "juice"

2000年8月13日在千葉海洋球場的公演。
3. 戀心（KOI-GOKORO） （恋心（KOI-GOKORO））
  - B'z LIVE-GYM 2001 "ELEVEN"

2001年7月15日在西武巨蛋的公演。歌曲演唱前插播了稻葉說「歡迎來到B'z的LIVE-GYM！（B'zのLIVE-GYMにようこそ!）」的畫面。
4. BLOWIN'
  - B'z LIVE-GYM '94 "THE 9TH BLUES -Part1-"

1994年7月2日在橫濱體育館的公演。
5. BE THERE
  - B'z LIVE-GYM Pleasure '97 "FIREBALL"

1997年3月23日於東京巨蛋的公演。映像與「FIREBALL」是同一天。
6. 漫長的愛 （ながい愛）
  - B'z LIVE-GYM '99 "Brotherhood -Extra-"

1999年9月25日在京都會館第一會堂的公演。
7. Don't Leave Me
  - B'z LIVE-GYM '94 "THE 9TH BLUES -Part2-"

1994年12月11日在國立代代木競技場第一體育館的公演。
8. 心願 
  - B'z LIVE-GYM '96 "Spirit LOOSE"

1996年5月22日在國立代代木競技場第一體育館的公演。
9. OH! GIRL
  - B'z LIVE-GYM Pleasure '92 "TIME"

1992年8月20日在橫濱體育館的公演。是當時的Encore歌曲。
開頭先進入動畫「不正當交易捜査資料 檔案No.2」。
10. DEEP KISS
  - B'z LIVE-GYM '98 "SURVIVE"

1998年6月2日在大阪城會堂的公演。同場LIVE的開場曲。
11. Real Thing Shakes
  - B'z LIVE-GYM '96 "Spirit LOOSE"

又是1996年5月22日在國立代代木競技場第一體育館的公演。同場LIVE的開場曲。
12. 今夜在賞月的山丘上 （今夜月の見える丘に）
  - B'z LIVE-GYM 2001 "ELEVEN"

2001年7月15日在西武巨蛋的公演。
13. TIME
  - B'z LIVE-GYM Pleasure '92 "TIME"

1992年8月20日在橫濱體育館的公演。「OH! GIRL」之後的映像，也是同場LIVE的TOUR TITLE和終場曲。
14. 愛是放縱任性的 我惟獨不願讓你受傷 （愛のままにわがままに 僕は君だけを傷つけない）
  - B'z LIVE-GYM '93 "RUN"

1993年6月17日在國立代代木競技場第一體育館的公演。在同年3月6日的演出曲目。

### DISC 2
1. Calling
  - B'z LIVE-GYM Pleasure '97 "FIREBALL"

又是1997年3月23日於東京巨蛋的公演，為當時未發表的新曲（單曲於同年7月9日發售）。
2. RING
  - B'z LIVE-GYM Pleasure 2000 "juice"
3. MOTEL
  - B'z LIVE-GYM '94 "THE 9TH BLUES -Part2-"
4. GIMME YOUR LOVE 〜不屈的LOVE DRIVER〜 （GIMME YOUR LOVE 〜不屈のLOVE DRIVER〜）
  - B'z LIVE-GYM Pleasure '97 "FIREBALL"
5. Swimmer啊2001!! （スイマーよ2001!!）
  - B'z LIVE-GYM 2001 "ELEVEN"
6. 看不見的力量 ～INVISIBLE ONE～ （ミエナイチカラ 〜INVISIBLE ONE〜）
  - B'z LIVE-GYM '96 "Spirit LOOSE"
7. ZERO
  - B'z LIVE-GYM '93 "RUN"
8. Liar! Liar!
  - B'z LIVE-GYM '98 "SURVIVE"
9. juice
  - B'z LIVE-GYM 2005 "CIRCLE OF ROCK"
10. 彷徨的青色子彈 （さまよえる蒼い弾丸）
  - B'z LIVE-GYM '98 "SURVIVE"
11. 狂亂 
  - B'z LIVE-GYM 2003 "BIG MACHINE"
12. ultra soul
  - B'z LIVE-GYM 2005 "CIRCLE OF ROCK"
13. 所以請放開那隻手 （だからその手を離して）
  - B'z LIVE-GYM '99 "Brotherhood -Extra-"
14. 裸足的女神 （裸足の女神）
  - B'z LIVE-GYM '93 "RUN"
15. BANZAI
  - B'z LIVE-GYM 2005 "CIRCLE OF ROCK"
16. RUN
  - B'z LIVE-GYM Pleasure '97 "FIREBALL"

### DISC 3
1. "Spirit LOOSE" 「Opening Movie」
  - B'z LIVE-GYM '96 "Spirit LOOSE"
2. #1090 〜Thousand Dreams〜
  - B'z LIVE-GYM Pleasure '92 "TIME"
3. 華
  - B'z LIVE-GYM 2003 "BIG MACHINE"
4. 氣球 
  - B'z LIVE-GYM Pleasure '97 "FIREBALL"
5. 到遠方 （遠くまで）
  - B'z LIVE-GYM '99 "Brotherhood -Extra-"
6. 既然這樣就給你吧 （だったらあげちゃえよ）
  - B'z SHOWCASE "GO! GO! HEAVEN"
7. SKIN
  - B'z LIVE-GYM '99 -Brotherhood- SHOWCASE "B'zepp"
8. Logic
  - B'z SHOWCASE "コブシヲニギレ"
9. STAY GREEN 〜未熟的旅程停不了〜 （STAY GREEN 〜未熟な旅はとまらない〜）
  - B'z SHOWCASE "SAPPORO DEVIL"
10. "juice"「1CAM」
11. "juice"「2CAM」
12. "juice"「3CAM」
  - B'z LIVE-GYM Pleasure 2000 "juice"